# Лора Каравелова
Вижте пояснителната страница за други личности с името Каравелова.
Лора Петкова Каравелова е дъщеря на българския политик Петко Каравелов и видната общественичка Екатерина Каравелова. Лора Каравелова е племенница на големия български писател и революционер Любен Каравелов и жена на поета Пейо Яворов.

## Биография
След завършване на гимназиалното си образование в София тя се обучава в католическия пансион „Нотр Дам дьо Сион“ в Париж, Франция, а по-късно – в Антверпен, Белгия.
Към 1905 г. между Лора Каравелова и дипломата и публициста Петър Нейков започва връзка, продължила с прекъсвания до 1910 г. въпреки категоричното противопоставяне от страна на влиятелната ѝ майка Екатерина Каравелова.
През 1907 година под натиска на майка си сключва брак с младия деец на Демократическата партия Иван Дренков (1879 – 1933). През 1908 г. се ражда първото им дете Кирил, което умира скоро след раждането, а година по-късно се ражда вторият им син Петко (1909 – 1980). Бракът се оказва неуспешен и е разтрогнат през юни 1912 г.
На 19 септември 1912 г. тя се омъжва за поета Пейо Яворов. Познанството ѝ с големия български поет датира от 1906 г., а от 1911 г. започва тяхната връзка, оказала се фатална и за двамата. Красива, високо интелигентна, ерудирана, тя е чувствителна и меланхолична по характер. Нейната любов към Яворов е всеотдайна и същевременно обсебваща. Лора демонстрира болезнена ревност към съпруга си и при най-малкия повод.
Постепенно бракът им навлиза в критична фаза. Немалка роля за това изиграва съпругата на писателя Михаил Кремен – Дора Конова, която, опитвайки се да флиртува с поета, допълнително разпалва ревността на Лора.
В заветната вечер на 30 ноември 1913 г. на ул. „Раковски“ № 136 избухва скандал от ревност между Лора и Яворов породен от вечер у приятели, където присъства и Дора Конова. Съпругата на Яворов заплашва, че ще се самоубие, но поетът не приема заканата ѝ насериозно. Тогава тя взема пистолета му, насочва го към гърдите си и стреля, като се самоубива на 27 години. Малко след това, шокиран, Яворов пише бележка „Моята Лора се застреля сама“ и също прави опит за самоубийство, като насочва пистолета към слепоочието си и стреля, но неуспешно - поетът бива спасен, но остава сляп.
В започналото полицейско и съдебно разследване се лансират две версии – тази за самоубийството на Лора и тази за убийството ѝ от Яворов. Въпреки че доказателствата и проведената експертиза сочат към първата, в общественото съзнание, най-вече под влияние на пресата и родственици на Лора, се налага втората версия, и срещу поета бива заведено дело за убийство. Това става причина година по-късно Яворов да сложи край на живота си.
Наследила емоционалния характер и честността на баща си, както и влечението към изкуството и литературата от майка си, Лора Каравелова е впечатлявала дълбоко всеки, който я е познавал отблизо. В края на нейния кратък, но изпълнен с превратности житейски път, съдбата ѝ се преплита ярко и завинаги с тази на големия поет Пейо Яворов. На нея са посветени и част от лирическите произведения на поета, сред които „На Лора“, „Проклятие“ и други. Любовната драма между Каравелова и Яворов е сюжет на драматичната пиеса на Константин Илиев „Нирвана“ (1982), както и на игралния филм „Дело 205/1913 П. К. Яворов“ (1984).